# 時局圖
《時局圖》，又稱為《時局全圖》、《東亞時局形勢圖》，是中国近代史上一幅時事漫畫。當時中國瀕临被列強瓜分的地步，作者特繪製该圖以警國人。一般的說法認為《時局圖》的作者是兴中会成員謝纘泰（1872年－1939年）。其題詞作者，則有三種不同說法：一是不知姓名的广东人；二是作者謝纘泰自己；三是晚清政治家黃遵憲（1848年－1905年）。
《時局圖》最早刊於1898年7月的香港報紙《輔仁文社社刊》，並於1903年在蔡元培主编的上海報紙《俄事警聞》轉載，但漫畫則改名叫《瓜分中國圖》。

## 來源

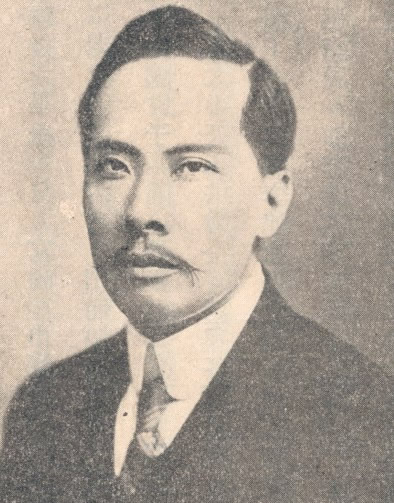
謝纘泰

晚清時期的中國盛行「列強瓜分中國論」，中國正歷中日甲午戰爭的挫敗，而俄羅斯帝國入侵東三省。面對西方列強割地賠款的風潮，諸如外國報紙，如上海《知新報》翻譯日本《時事新報》，刊登法國致日本的外交照會《法國照會瓜分中國事》，並附有「《中國分割圖》」、德國漫畫《沉睡》、英國漫畫《列强瓜分中國》等等。由此可見，「列強瓜分中國論」亦常見於外國報紙社論和時事漫畫。
《時局圖》作者謝纘泰精於數學和手工技藝，曾潛心研製飛空艇，並且成功設計出「中國號」飛空艇，推動發展中國的航空業，唯清廷不接納，然而其設計去到英國，卻得到廣泛贊賞和敬佩。可見謝纘泰並不精於繪畫漫畫，其作品可能是翻譯或參考外國報紙的時事漫畫而成。
在馮自由（1882年－1958年）1939年至1948年著作《革命逸史》中，憶述謝纘泰自行繪製《時局圖》：

「戊戌六月纘泰感慨時事，特繪製『東亞時局形勢圖』，以警國人。圖中以熊代俄國，犬代英國，蛙代法國，鷹代美國，日代日本，腸代德國。其旁題詞曰：『沉沉酣睡我中華，那知愛國即愛家！國民知醒宜今醒，莫待土分裂似瓜。』」

然而，當蔡元培於1903年將《時局圖》轉載至《俄事警聞》，則表示：

「這一張圖，叫做《瓜分中國圖》。前年有一個人從英國新聞紙上譯出來的……翻譯這一張圖的人姓謝，是香港地方印的，五彩鮮明，上海別發洋行寄賣……因為這一張圖，我們中國人知道的雖然不少，還有一大半是不知道的，所以特地登在第一天警聞上頭，請我們四萬萬的中國人都開著眼看看，捫著心想想，恐怕不知不覺要趕緊去想法子了。」

## 內容

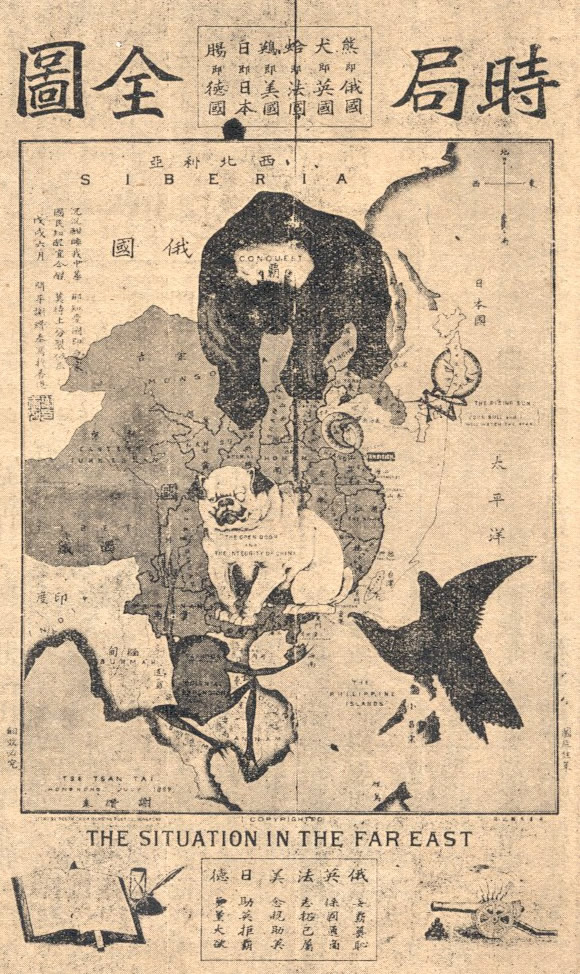
原版《時局圖》

### 原版本
原版本的《時局圖》推斷約為1890年至1898年期間作品，漫畫中並沒有五名中國人圖像，純以各種動物表示各國，並附以注釋解說：北方的熊，盤據東三省和蒙古，是指俄羅斯帝國；英帝國被喻為犬，佔有長江流域；盤據中南半島的蛤（即蛤蟆），往廣東、廣西、雲南張手，譬喻法蘭西第三共和國；腸譬喻德意志帝國，佔山東；太陽譬喻大日本帝國，太陽的光線伸延到台灣；最後一個是鶧（即鷹），盤據菲律賓，對中國領土虎視耽耽，譬喻美國想和列強分一杯羹。

### 新版本
新版本的《時局圖》以彩色繪製，經後人加工改繪，當中並没有註明年月，沒有任何文獻記載為何人所改，只能證明是1900年以後至1904年2月日俄戰爭爆發之前期間的作品，為現今廣為流傳的版本。朱士嘉於1940年在美國華盛頓國立檔案館發現此版本，並攝製成複製品帶回國，迅即被大量教材和著作輾轉援用。但是此版本的《時局圖》來源不清和注釋不明，引起不少分歧。
此版本中，出現五名中國人圖像：一人手舉銅錢，譬喻他是搜刮民財的貪官；一人右手高舉酒杯，左手擁抱女子，譬喻只顧尋歡作樂，耽於酒色，不顧民族安危的地主豪強；一人橫躺地上，沒精打采，譬喻吸食鴉片的朝廷官員；一人在馬旁舉重練武，另一人在讀書，書上寫有「之乎者也」，兩人皆陷入吸毒朝廷官員的羅網之中，譬喻文狀元和武狀元（意指清政府用科舉考試等升官之途愚弄的人民）。
另外代表各國的動物亦略有不同，原先代表英國的犬，由坐姿改為如猛虎下山之勢，伏於長江流域；代表日本的太陽，其光線不只延向已成為其領土的台灣島上，更延伸至遼東半島、福建及中國內陸；而在近珠江口澳門的位置上新增加了代表葡萄牙王國的蝦，代表葡屬澳門。
在《時局圖》下方的區域，從左至右隔海觀望中國大陸的動物依次為：蛤蟆（代表法國）、駱駝（代表瑞士，頭部位於瑞士國旗處）、牛（位於意大利國旗處，代表意大利王國）、黃鼠狼（手舉荷蘭國旗懸掛於印度尼西亞處，代表荷蘭王國及其在東南亞占有的荷屬東印度殖民地）、頭戴皇冠的獾（身後懸掛奧地利皇室的雙頭鷹紋飾，代表奧匈帝國）。以上歐洲國家均對中國抱有利益企圖甚至部分直接參與了對中國的侵略。在瑞士国旗右側出現了希臘王國的國旗而左侧亦出现了秘鲁国旗，但没有动物与之对应。

### 「德國問題」
如前所述，新版本中的動物被替代，而德國的代表物則表達含糊，有多種說法，分別是肉腸、蛇、老虎發大的尾巴和德國國旗。
在馮自由《革命逸史》中表示「腸代德國」，儘管德國多出產肉腸，但有人認為是粵語「長蟲」的音誤，而「長蟲」則是蛇的俗稱，故有些人認為蛇才是德國的代表物。另一方面，亦有人認為新版本的德國國旗才是正確的代表物，代表德國強租膠州灣，而老虎發大的尾巴繞住山東，代表英國強租威海衛。然而，由於觀點太多，至今仍未有定論。

## 題詞

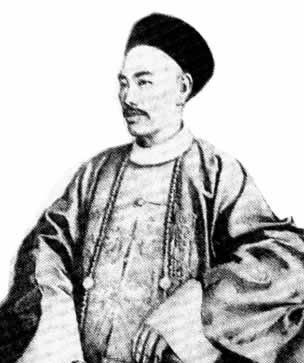
黄遵憲

在新版本的《時局圖》中，將原來的注釋刪去，卻以「不言而喻，一目了然」八大字代替，並附有題詞，馮自由表示為謝纘泰本人所作，題詞為「沉沉酣睡我中華，那知愛國即愛家！國民知醒宜今醒，莫待土分裂似瓜。」但亦有學者認為題詞為黄遵憲所作，黄遵憲在罷官後，曾作《仰天》一詩：「仰天擊缶唱烏烏，拍遍闌干碎唾壺。病久忍摩新髀肉，劫余驚撫好頭顱。藏名士株連籍，壁掛群雄豆剖圖。敢托鴆媒從鳳駕，自排閭闔撥雲呼。」詩中所謂「群雄豆剖圖」，就是《時局圖》。
黄遵憲曾表示：「近見西人勢力範圍圖，竟將長江上下游及浙江、湖南指入英吉利屬內矣。」應可證明他見過《時局圖》，但那時才戊戌政變不久，維新派遭清廷捕殺，黄遵憲可獨善其身，只怕也不敢將《時局圖》堂而皇之的張掛，故此有人對黄遵憲題詞的說法存疑。
朱士嘉發現的版本，不只存有以上題詞，還加插新的題詞，但沒有注名誰人所作。新題詞存有大量廣東話方言，故認為作者是廣東人，原文如下：

「爭什麼野氣！使什麼思疑！時局分明看一下便知。你看俄國好似一隻大羆狼到極地，張牙伸爪以惡為題：踏實山、陝、遼東兼及直隸，滿洲、蒙古都系他跨下東西；他一心想著吞高麗，又把眼神插住個齊齊哈爾；若然給他來吞噬，遍地將來被他踏低；他見著人就亂屠，村就亂毀，看當地中國人性命賤過沙坭！

再怕有個法人同他合計，你看他伸開臂膀像一隻大田雞：他佔據安南作為根據地，還說暹羅那邊都是任他施為，攬住瓊州還說要兩粵東西；怕他呦聲來一吠，那時川、廣、雲南就惹問題。

故此英國好似一隻大蟲同他抵制：蟠藏兩廣誓不輸虧，他就全身枕住個長江位；又見膠州入了德國箍圍，故此伸尾搭藏威海衛，預備俄人南下他就發起雄威；寧可左眼暫留時半閉，等他飢鷹側翅插下個面花旗。

還有東洋一個如唇齒，都說同文同種兩兩相依；那裡想到他又光射卻臺灣去，還有層層光，射影入迷離。

唉！我好笑好嬲還有個只蝦仔，他一身咸氣重，八字須仔飛飛，枉費你中原如許大地，總系一角落藏，沒有作為！看他大睡長眠，猶是未起。他還張開羅網，等你起腳難飛，為的是『之乎也者』迷住你，為的是『弓刀大石』等你越練越更頑皮。當官的提住個金錢來做生意，兜肚陰虛實在難於醫治；個的財主人家諸事懶理，酒色昏迷樂此不疲。那知到外便還有好多謀住你，立刻時常會起禍機；況今日事已臨頭，收手未易；如果中國人再不奮發圖強還要等到什麼時候呢！」

## 致敬
2022年10月1日時值中华人民共和国七十三週年國慶節，香港插畫家「阿塗」在社群媒體上發表了一張2022年版的《時局圖》，內容仿效百年前的《時局圖》，描繪並諷刺2022年的东亚及东南亚局勢，包括中國以貓熊呈現、其領導人习近平則被以小熊維尼披上龍袍、手持《毛語錄》和镰刀，庙号「清零宗」的形象映出，同時提及了COVID-19疫情下中國的「封控、清零」政策、俄羅斯入侵烏克蘭、新疆再教育營、南海爭端、柬埔寨的詐騙園區等問題，以及中國與周邊國家如緬甸軍政府、臺灣、港澳地區和朝鲜半岛上南北政權之間的關係。